# Sierra Blanca Peak
Sierra Blanca Peak, také White Mountain, je hora na severu Otero County, v jižním Novém Mexiku.
S nadmořskou výškou 3 649 metrů
je nejvyšší horou jižní části Nového Mexika a tvoří jednu z hlavních dominant této oblasti. Je také horou s nejvyšší prominencí v Novém Mexiku.
Je součástí vulkanického masivu Sierra Blanca.